# Красноярское (Алтайский край)
Красноярское — село в Поспелихинском районе Алтайского края.

## История
Основано в 1749 году в связи с развитием горного дела на Алтае. Переселенцы из центральных областей России, а также Украины.
В 1782 г. проживало 8 человек (муж. душ), в 1858 г. — 51 человек (муж. душ).
Первые переселенцы — из Курской, Томской, Пензенской, Воронежской, Тамбовской, Вологодской, Харьковской губерний.
Фамилии старожилов: Друговы, Дурневы, Копыловы, Коротковы, Красновы, Кузьмичёвы, Ульяновы, Михайловы и др.
В 1824 г. село относенено к Колыванской волости Томской губернии Бийского округа.
В 1893 г. к Ново-Алейской волости Томской губернии Бийского округа. Насчитывало 175 дворов, население 1143 человека. В селе имелись: церковь, сельское училище, земско-обывательская станция, две лавки, общественное питейное заведение.
С 1911 года население 2881 человек, 378 дворов. В селе были: волостное правление, сельское министерское училище, школа Министерства внутренних дел, фельдшерский (волостной) пункт, три торговые лавки, хлебозапасный магазин, пять водяных и одна ветряная мельница, три кузницы, казённая винная лавка, артельный маслодельный завод, ветеринарный фельдшер, с 1 по 8 ноября проходила ежегодная сельская ярмарка.

## Гражданская война 1917-23 гг
В 1917 г. в селе находился центр отряда местных крестьян-повстанцев «Боевые орлы», который сообщался с отрядом П. Ф. Сухова, проходившим в этих краях. По воспоминаниям начштаба отряда «Боевые орлы», местного жителя Чепуштанова Александра Ефимовича: «О прибытии отряда нами было оповещено население сел волости, заготовлены продукты, хлеб, масло, мясо. Ко времени прибытия отряда Сухова в центр волостного села Красноярки съехалось много крестьян. Для встречи суховцев выстроился отряд „Боевых орлов“ новоалейцев. …Для усиления вооружения нашего отряда из отряда Сухова получено около ста винтовок и один станковый пулемет. Это вооружение воодушевило не только бойцов отряда, но и все население волости».
Из воспоминаний этого периода известно, что житель села Красноярское Степан Вольных по личному приказанию Анненкова за сочувствие советской власти был подвергнут карателями порке, после которой месяц не мог подняться с постели. При этом, по его словам, других сочувствовавших, Егора и Ефима Чепуштановых, Лариона и Степана Филяровых, а также их односельчан Кириченко, Аршинова и Шевченко расстреляли. При этом Егора Чепуштанова закопали в землю ещё живым, истекавшим кровью.
В ночь на 19-20 июня 1920 года эсеры подняли мятеж в 530-м пехотном полку, располагавшемся в селе Красноярское, на тот момент в составе Усть-Каменогорского уезда. Были арестованы и убиты командир полка Головачев, комиссар Филиппов, двое политруков и командиры нескольких взводов и рот. Мятежники такңе расправились и с теми красноармейцами, которые пытались защитить командиров-коммунистов и политруков

## Население
| 1926  | 1997  | 1998  | 1999  | 2000  | 2001  | 2002  |
| ----- | ----- | ----- | ----- | ----- | ----- | ----- |
| 2888  | ↘1168 | ↘1121 | ↘1104 | ↘1081 | ↘1050 | ↘1024 |
| 2003  | 2004  | 2005  | 2006  | 2007  | 2008  | 2009  |
| ↘1022 | ↘1008 | ↘994  | ↗1030 | ↘988  | ↗989  | ↘984  |
| 2010  | 2011  | 2012  | 2013  | 2014  |       |       |
| ↘867  | ↘863  | ↘850  | ↘836  | ↘790  |       |       |

## Жители
- Неверовская Агнесса Алоизовна (1902—1987) — одна из первых учительниц села в 1920-х годах.
- Чепуштанов Александр Ефимович — начальник штаба крестьян-повстанцев в Рубцовском районе Алтайского края (село Красноярское Ново-Алейской волости).
- Чепуштанов Фёдор — житель села.
- Чепуштанов Ефим — житель села, расстрелянный анненковцами;
- Чепуштанов Егор — житель села, закопанный анненковцами живьём;
- Апасов Иван Андреевич — переселенец начала XX в., крестьянин, работал в селе пастухом (1912 г.), жена Павлова М. А.
- Апасов Тимофей Иванович (1910—1944)
- Апасов Павел Иванович (1912—1942)